# Typhlosyrinx neocaledoniensis
Typhlosyrinx neocaledoniensis é uma espécie de gastrópode do gênero Typhlosyrinx, pertencente a família Raphitomidae.